# Triclistus xodius
Triclistus xodius är en stekelart som beskrevs av Ian D. Gauld och Sithole 2002. Triclistus xodius ingår i släktet Triclistus och familjen brokparasitsteklar. Inga underarter finns listade i Catalogue of Life.